# Glaphyra viridescens
Glaphyra viridescens là một loài bọ cánh cứng trong họ Cerambycidae.